# Inkor
Inkor (Coeligena) är ett släkte kolibrier som återfinns i Anderna från nordöstra Colombia till södra Bolivia.

## Arter i släktet
Följande artlista med 15 arter följer AviList:
- Bronsinka (C. coeligena)
- Bruninka (C. wilsoni)
- Svart inka (C. prunellei)
- Vitkragad inka (C. torquata)
- Gröninka (C. conradii)
- Rostkragad inka (C. inca)
- Violettstrupig inka (C. violifer)
- Regnbågsinka (C. iris)
- Vitstjärtad inka (C. phalerata)
- Mörk inka (C. orina)
- Opalvingad inka (C. lutetiae)
- Perijáinka (C. consita)
- Gyllenbukig inka (C. bonapartei)
- Méridainka (C. eos)
- Blåstrupig inka (C. helianthea)